# 日野元彦
日野 元彦（ひの もとひこ、1946年1月3日 - 1999年5月13日）は、東京都出身のジャズドラマー。

## 略歴
父はトランペッターでタップダンサーの日野敏、兄はトランペッターの日野皓正。父のタップの弟子でドラマーの原田寛治に師事、ドラムを習得。菊地＝日野クインテットや自己のトリオで活躍するほか、ジョー・ヘンダーソンやソニー・ロリンズとも共演した。弟子には元BLANKEY JET CITYの中村達也がいる。夫人は六本木「ALFIE」のオーナー日野容子。「スイングジャーナル」誌の人気投票で通算15回1位を獲得するなど、日本のトップジャズドラマーとして活動。
1999年5月13日、すい臓がんのため死去。享年53。
死後も、生前録音したテープに、新たに音を加えた作品が兄・日野皓正や甥・日野賢二によって作られた。生前、音楽仲間やジャズファンから「トコさん」の愛称で親しまれた。

## ディスコグラフィ

### リーダー作品
- 『日野元彦ファースト・アルバム』（1971年）タクト
- 『ビート・ドラム』（1971年）DENON
- 『ビート・ドラム Vol.2』（1971年）DENON
- 『TOKO』（1975年)  ベルウッド
- 『流氷』（1976年）スリー・ブラインド・マイス
- 『フラッシュ』（1977年） トリオ
- 『ワイルド・トーク』（1990年）メルダック
- 『Sailing Stone』（1992年）ファンハウス
- 『It's There』（1993年）ファンハウス
- 『Hip Bone』（1994年）ファンハウス
- 『Tac Tic』（1999年）EWE
- 『Double Chant』（1999年）EWE

### 参加アルバム

#### 日野皓正
1960年代
- 『アローン・アローン・アンド・アローン』  - Alone, Alone and Alone (Takt) 1967
- 『フィーリン・グッド』 - Feelin' Good（1968年6月録音）(Takt) 1968年
- 『スイング・ジャーナル・ジャズ・ワークショップ1：日野皓正コンサート』 - Swing Journal Jazz Workshop 1 - Terumasa Hino Concert（1968年11月録音）(Takt) 1969年（銀座「ヤマハホール」におけるライヴ）
- 『ハイノロジー』 - Hi-Nology（1969年7月録音）(Takt) 1969年（銀座「ヤマハホール」におけるライヴ）

1970年代
- 『イントゥ・ザ・ヘヴン』 - Into the Heaven（1970年2月録音）(Takt) 1970年
- 『ジャニー・トゥ・エアー』 - Journey To Air（1970年3月録音）(Canyon) 1970年
- 『アローン・トゥゲザー』 - Alone Together（1970年4月録音）(Takt) 1970年
- 『ベルリン・ジャズ・フェスティバルの日野皓正』 -  Hino At The Berlin Jazz Festival '71（1971年11月6日録音）(Victor) 1977年（ライヴ）
- 『藤』 - Fuji（1972年8月録音）(Victor/Enja) 1972年
- 『ライヴ!』 - Live!（1973年6月2日録音）(TBM) 1973年（ライヴ）
- 『タローズ・ムード』 - Taro's Mood（1973年6月29日録音）(Enja) 1974年（ライヴ。のちCD 2枚組。）
- 『ジャーニー・イントゥ・マイ・マインド』 - Journey Into My Mind（1973年12月録音）(CBS/Sony) 1974年
- 『イントゥ・エターニティ』 - Into Eternity（1974年5月、6月録音）(Columbia) 1974年
- 『スピーク・トゥ・ロンリネス』 - Speak to Loneliness（1975年1月録音）(East Wind) 1975年
- 『ホイール・ストーン（車石）：ライヴ・イン・ネムロ』 - Wheel Stone: Live in Nemuro（1975年4月8日録音）(East Wind) 1975年（「根室市民会館」におけるライヴ）
  - 『ホイール・ストーン（車石）Vol.2：ライヴ・イン・ネムロ』 Wheel Stone: Live in Nemuro Vol.2（1975年4月8日録音）(East Wind) 1981年
- 『ライヴ・イン・コンサート』 - Live in Concert（1975年4月14日録音）(East Wind) 1975年（「東京郵便貯金会館」におけるライヴ）
- 『寿歌』 - Hogiuta（1976年5月録音）(East Wind) 1976年（セシル・マクビーが参加）
- 『ヒップ・シーガル』 - Hip Seagull (1977年8月、12月録音） (Flying Disk) 1978年

1990年代
- 『スパーク』 - Spark (Somethin' Else/Blue Note) 1994年
- 『オフ・ザ・コースト』 - Off the Coast (Teichiku) 1997年

2000年代
- 『ヒア・ウィ・ゴー・アゲイン』 - Here We Go Again (Sony) 2003年 ※生前の音源を使用した共演